# Biblioteca Municipal de Bidebarrieta
A Biblioteca Municipal de Bidebarrieta é uma biblioteca localizada na rua Bidebarrieta no Casco Viejo na cidade de Bilbau, muito próxima ao Teatro Arriaga. Foi desenhada no estilo eclético pelo arquiteto bilbaíno Severino Achúcarro.

## História
O edifício, é um inconfundível expoente do eclecticismo, foi construído entre 1888 e 1890 pelo arquitecto bilbaíno Severino de Achúcarro como sede da sociedade recreativa-cultural "El Sitio", fundada em honra aos defensores de Bilbau durante as guerras Carlistas, passando a ser biblioteca desde 1956.
As inundações de Bilbau de 1983 a danificaram gravemente, motivo pelo que esteve fechada durante cinco anos, reabrindo em 1988.

### Reconstrução
Em julho de 2015, e durante os meses seguintes, iniciou-se um processo de reconstrução da fachada principal do edifício.